# 隐基林圣若翰洗者堂

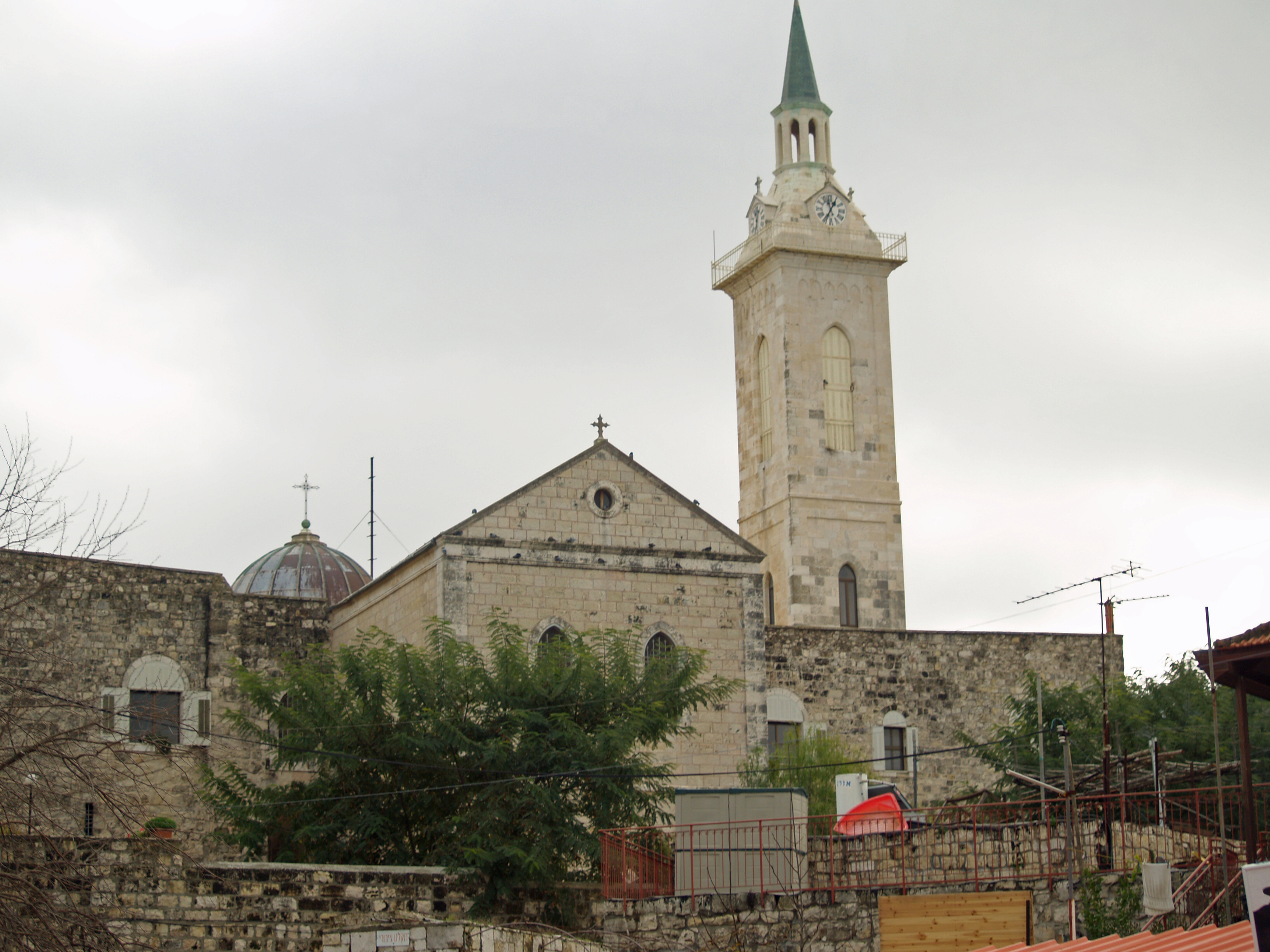
隐基林圣若翰洗者堂

隐基林圣若翰洗者堂是耶路撒冷的一座天主教教堂，位于郊区隐基林（Ein Karem），属于方济各会。该堂的所在地据认为是圣若翰洗者出生的地方。